# IC 2128
IC 2128 — галактика типу OCL (розпилене скупчення) у сузір'ї Золота Риба.
Цей об'єкт міститься в оригінальній редакції індексного каталогу.